# Semiothisa teucaria
Semiothisa teucaria är en fjärilsart som beskrevs av John Kern Strecker 1899. Semiothisa teucaria ingår i släktet Semiothisa och familjen mätare. Inga underarter finns listade i Catalogue of Life.